# 부계면
부계면(缶溪面)은 대한민국 대구광역시 군위군 남부의 면이다. 넓이는 64.81km2이고, 인구는 2012년 기준으로 2,088명이다. 경상북도 칠곡군 동명면, 가산면, 대구광역시 동구 공산동과 마주보고 있으며, 동명면 구덕리와의 경계에 팔공산터널이 개통했다. 동구 공산동과는 팔공산을 통해서만 직접 접하며, 육로로는 아직 접하지 않기 때문에 동명면 - 덕곡동 시경계를 통해서 이동해야 한다.
팔공산 연봉 북쪽 기슭(남산리)에 국보 제109호인 군위 아미타여래삼존 석굴이 있다.

## 연혁
- 신라시대 : 신라 초기에 부림현(현내, 현남, 현서)
- 고려시대 : 고려 초기에 부림현을 부계현으로 개칭
- 1914년 3월 1일 : 부계면으로 개칭
- 1979년 5월 1일 : '동'을 리로 개칭.
- 1983년 2월 15일 : 행정구역 개편으로 고곡리와 매곡리를 효령면에 편입.
- 1991년 1월 1일 : 대율리를 대율1리, 대율2리로 분리.
- 1996년 3월 13일 : 남산리를 남산1리, 남산2리로 분리.
- 2023년 7월 1일: 경상북도에서 대구광역시로 편입됨.

## 행정 구역
- 창평리(昌平里): 행정복지센터 및 동군위 나들목의 소재지.
- 가호리(佳湖里)
- 춘산리(春山里)
- 대율리(大栗里)
- 동산리(東山里)
- 남산리(南山里)
- 명산리(明山里)
- 신화리(新化里)

## 관광

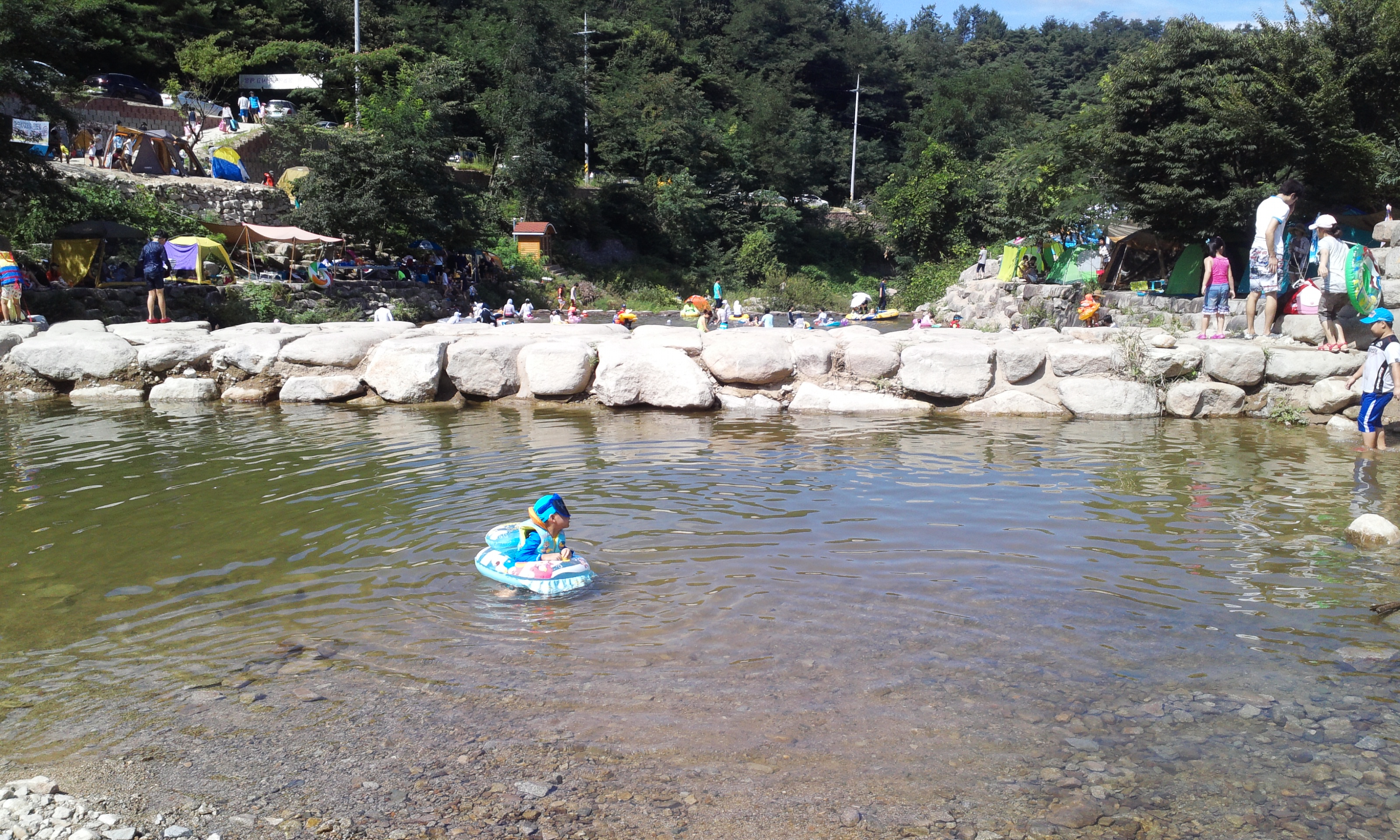
동산계곡

- 동산계곡